# Boise
Boise (/boisí/) je hlavní a současně nejlidnatější město amerického státu Idaho, ležící v okrese Ada County. V roce 2010 v něm žilo 205 671 obyvatel (616 561 včetně aglomerace), což z něj dělá největší město v širší oblasti severozápadu kontinentálních Spojených států.

## Geografie

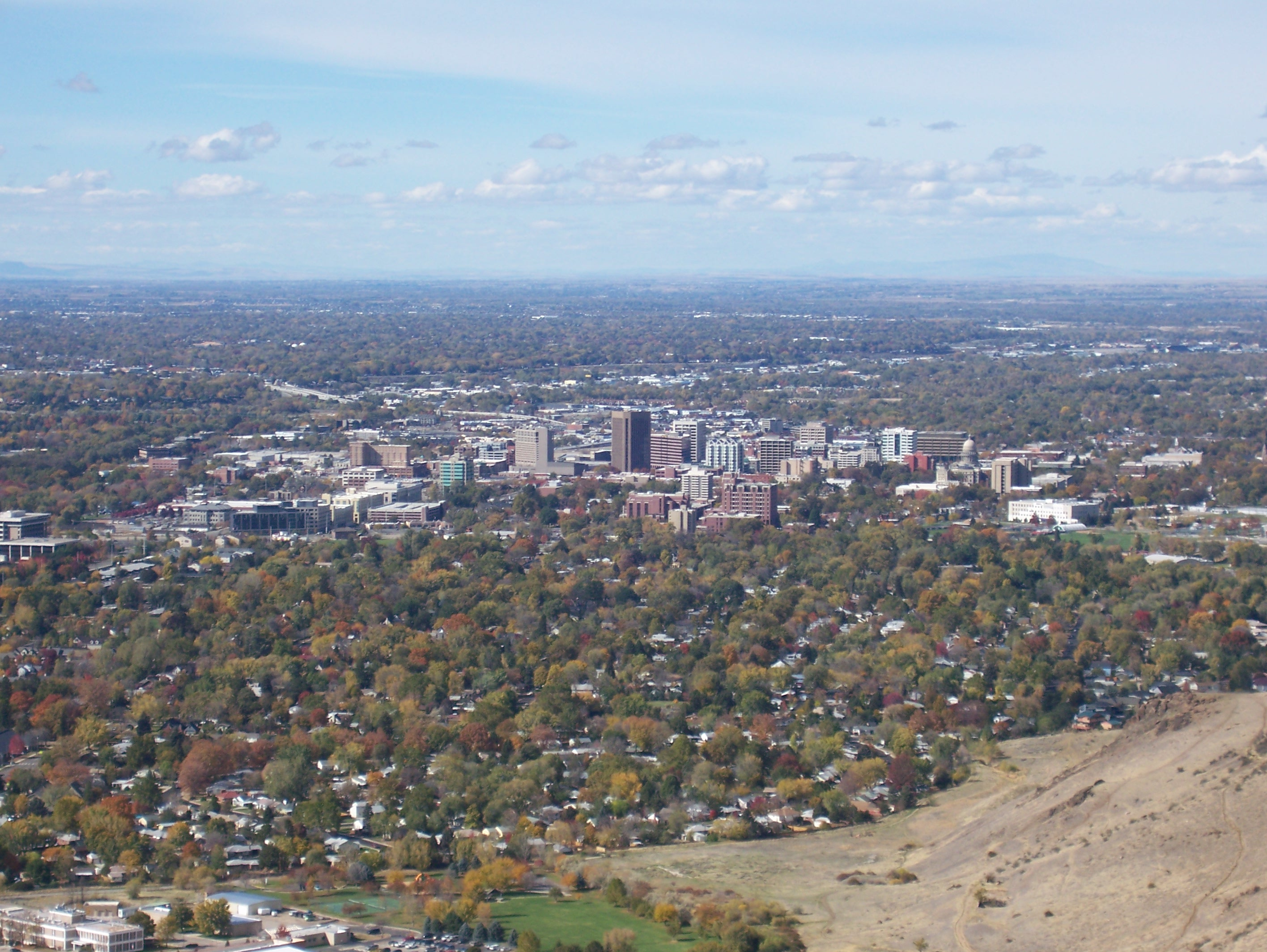
Letecké foto

Boise se nalézá v jihozápadní části státu Idaho, jen asi 66 km východně od hranic s Oregonem a 180 km severně od hranic s Nevadou. Město leží na širokém a poměrně rovinatém, lesy obklopeném povrchu v nadmořské výšce 824 m n. m., který zhruba 40–50 km jak na jihovýchod, tak severozápad obklopují vrcholky úpatí Skalistých hor. Kolem města protéká řeka Boise River.

### Podnebí
Podnebí v Boise je kontinentální s velmi zřetelným střídáním ročních období. V zimě se průměrná teplota pohybuje těsně pod bodem mrazu s typicky s několika dny hutné sněhové nadílky, jara jsou teplá, v létě mohou teploty v Boise překračovat 30, rekordně i 40 °C. Srážky jsou obecně podprůměrné, nejsušším měsícem je srpen, nejvydatnějším duben.

## Historie
Město bylo založeno roku 1863, během občanské války, v téměř neosídlené krajině. Hned o rok později získalo statut města a o další rok později se stalo hlavním městem Idaho (předtím to bylo město Lewistone). Jméno Boise je však starší: oblast dostala název podle řeky, která místem protéká a která v něm vytváří zelenající se, zalesněné údolí („La Rivière Boise“) ve 20. letech 19. století od francouzsky mluvících Kanaďanů. Asi 64 km na západ od Boise, u hranice s Oregonem, leží starší pevnost (Fort Boise), vybudovaná v 30. letech 19. století spol. Hudson's Bay.

## Demografie
Podle sčítání lidu z roku 2010 zde žilo 205 671 obyvatel.

### Rasové složení
- 89,0 % Bílí Američané
- 1,5 % Afroameričané
- 0,7 % Američtí indiáni
- 3,2 % Asijští Američané
- 0,2 % Pacifičtí ostrované
- 2,5 % Jiná rasa
- 3,0 % Dvě nebo více ras

Obyvatelé hispánského nebo latinskoamerického původu, bez ohledu na rasu, tvořili 7,1 % populace.

## Části města

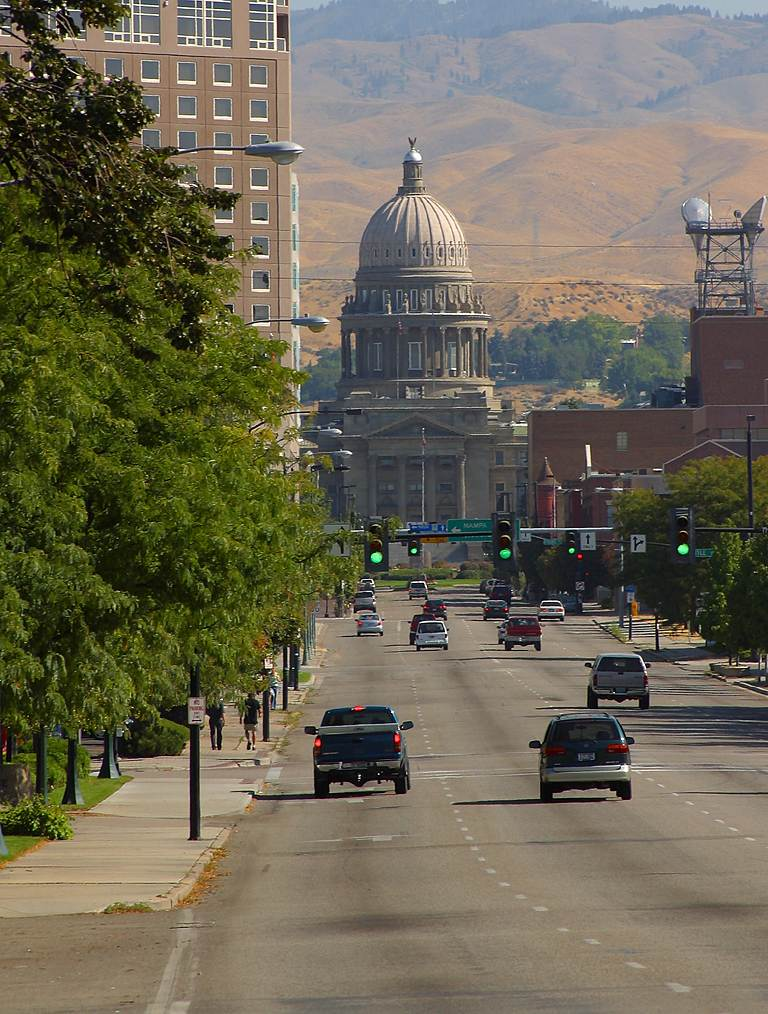
Kapitol státu Idaho v Boise

Na počet obyvatel zabírá Boise relativně velkou oblast – 168 km². Jako velká část amerických měst je rozdělena do centra (Downtown Boise) s mnoha komerčními výškovými budovami a okolními čtvrtěmi s relativně velkým podílem městské zeleně. Části Boise zahrnjí:
- Downtown Boise
- The North End
- East End
- Northwest Boise
- South East Boise
- Southwest Boise
- West Boise
- Warm Springs
- The Boise Bench

## Sport v Boise
Sport v Boise zahrnuje následující kluby:
| Klub             | Liga             | Sport       | Působiště        | Založen | Mistrovství |
| ---------------- | ---------------- | ----------- | ---------------- | ------- | ----------- |
| Boise Hawks      | Northwest League | baseball    | Memorial Stadium | 1987    | 6           |
| Idaho Steelheads | ECHL             | lední hokej | Qwest Arena      | 1996    | 2           |
| Idaho Stampede   | D-League         | basketbal   | Qwest Arena      | 1997    | 1           |

## Partnerská města
- Čita, Rusko
- Guernica, Španělsko